# 大中臣岡良
大中臣 岡良（おおなかとみ の おかよし、生没年不詳）は、平安時代前期の貴族。氏姓は大中臣朝臣。常陸少掾・大中臣雄良の子。官位は従五位下・土佐守。

## 経歴
清和朝の貞観8年（866年）縫殿助で従五位下に昇叙。
同9年（867年）尾張介、ついで土佐守に任じた。

## 官歴
『日本三代実録』による。
- 時期不詳：縫殿助
- 貞観8年（866年） 1月7日：従五位下
- 貞観9年（867年）1月12日：尾張介、3月11日：土佐守

## 系譜
「中臣氏系図」（『群書類従』巻第62所収）による。
- 父：大中臣雄良
- 母：不詳
- 生母不明の子女
  - 養子：大中臣有輔
  - 男子：大中臣輔道
  - 男子：大中臣縄基